# Greg Iles
Greg Iles (Stuttgart, 8 de abril de 1960 - 15 de agosto de 2025) fue un novelista estadounidense nacido en Alemania. Publicó diecisiete novelas y una novela corta, abarcando diversos géneros.

## Biografía
Nació el 8 de abril de 1960 en Stuttgart, Baden-Württemberg, Alemania Occidental, donde su padre médico dirigía la Clínica Médica de la Embajada de los Estados Unidos. Se crio en Natchez, Mississippi, escenario de muchas de sus novelas. Después de asistir a Trinity Episcopal Day School, se graduó de la Universidad de Mississippi en 1983.
Pasó varios años como guitarrista, cantante y compositor en la banda Frankly Scarlet. Dejó la banda tras casarse y comenzó a trabajar en su primera novela, Spandau Phoenix, un thriller sobre el criminal de guerra nazi Rudolf Hess. Spandau Phoenix se publicó en 1992.
En 2002, escribió el guion de 24 Horas, basado en su novela homónima. Reescrito por el director Don Roos, pasó a llamarse Atrapado. Reescribió el guion durante el rodaje, a petición de los productores y actores. 
En 2011, resultó gravemente herido en un accidente de tráfico en la Ruta 61 de EE. UU., cerca de Natchez.  Sufrió lesiones que pusieron en peligro su vida, incluyendo una rotura de aorta  Estuvo en coma inducido durante ocho días y perdió la pierna derecha por debajo de la rodilla. Durante sus tres años de recuperación, escribió tres volúmenes de una trilogía ambientada en Natchez, Misisipi, y protagonizada por el exfiscal Penn Cage. 
Fue miembro del grupo musical literario The Rock Bottom Remainders, que incluye o ha incluido a los autores Dave Barry, Ridley Pearson, Stephen King, Scott Turow, Amy Tan, Mitch Albom, Roy Blount, Jr., Matt Groening y James McBride.  En julio de 2013, fue coautor de Hard Listening (2013) con el grupo.  El libro electrónico combina ensayos, ficción, reflexiones, intercambios de correo electrónico y conversaciones, fotografías, clips de audio y video, y cuestionarios interactivos para brindarles a los lectores una visión de la vida privada de los autores/músicos.

## Obras

### Ficción
- Spandau Phoenix (1993)
- Cruz Negra (1995)
- Miedo mortal (1997)
- El juego silencioso (1999)
- 24 horas (2000)
- Sueño muerto (2001)
- No duermas más (2002)
- Las huellas de Dios (2003) (también titulada Materia oscura )
- Memoria de sangre (2005)
- Ángel que se vuelve loco (2005)
- El verdadero mal (2006)
- Tercer Grado (2007)
- La ponchera del diablo (2009)
- La fábrica de la muerte (2014) novela corta
- Natchez en llamas (2014)
- El árbol de los huesos (2015)
- Sangre de Mississippi (2017)
- Camino del cementerio (2019)
- El hombre del sur (2024)